# Râul Crângași
Râul Crângași este un curs de apă, afluent al râului Izvorul Dulce. 

## Hărți
- Harta Județului Buzău